# Цимлянська ГЕС
Цимлянська гідроелектростанція — ГЕС на річці Дон, Цимлянськ Ростовська область, Росія.

## Загальні відомості
Цимлянська ГЕС будувалася в 1949—1952 рр. зусиллями в'язнів ГУЛАГу (Цимлянський ВТТ, у якому містилося до 47000 осіб). Була введена в експлуатацію в липні 1952 року. Є середньонапірною електростанцією руслового типу.
Склад споруд ГЕС:
- земляна гребля висотою 32 м;
- бетонна водозливна гребля;
- будівля ГЕС;
- двонитковий судноплавний шлюз;
- рибопідйомник;
- головна споруда Донського магістрального зрошувального каналу.

Потужність ГЕС — 211,5 МВт, середньорічне виробництво електроенергії — 627,7 млн кВт·год. У будівлі ГЕС розміщені 5 поворотно-лопаткових гідроагрегатів — два гідроагрегати по 52,5 МВт, два гідроагрегати по 50 МВт і гідроагрегат рибопідйомника потужністю 4 МВт. Гідроагрегати працюють при натиску 17,5—24,5 м.
Греблею ГЕС утворено велике Цимлянське водосховище, що використовується в першу чергу в інтересах водного транспорту, іригації й водопостачання. Гребля Цимлянської ГЕС фактично є нижнім ступенем Волго-Донського судноплавного каналу. Греблею ГЕС проходять магістральні залізничний та автодорожній переходи.
У 1999 і 2001 рр. два гідроагрегати були реконструйовані зі збільшенням потужності з первинних 50 МВт до 52,5 МВт. У грудні 2007 року були підбиті підсумки конкурсу на заміну третього гідроагрегата (станційний № 4); відповідно до нього, гідротурбіни поставить ЗАТ «Турбоинжиниринг — Русэлпром», гідрогенератор — ВАТ НВО «ЭЛСИБ». Нове обладнання повинно бути змонтовано до 30 вересня 2009 року. Пізніше планується провести заміну і четвертого гідроагрегату.
Цимлянська ГЕС спроєктована інститутом «Гідропроєкт».
На даний час ГЕС належить дочірній компанії ВАТ «Лукойл» — ТзОВ «Лукойл-Екоенерго».